# Agustín Irusta (artista)
Agustín Cipriano Irusta (Rosario, 28 de agosto de 1903-Caracas, Venezuela, 25 de abril de 1987) fue un actor, cantante de tango, letrista y compositor argentino.

## Primeros años
Comenzó a cantar en su adolescencia en su ciudad natal y en otras vecinas. Mientras cumplía su servicio militar en la provincia de Santiago del Estero conoció al reconocido creador y compilador de música nativa y folclorista Andrés Chazarreta, que enseñaba a leer y escribir a los soldados, que le da sus primeras clases de canto y guitarra.
Tiempo más tarde viajó a Buenos Aires donde formó un dúo vocal con Roberto Fugazot acompañado por el guitarrista Humberto Correa (autor del tango Mi vieja viola) y en 1926 grabaron para el sello RCA Victor. Otros dúos fueron con Luis Scalon (que luego migró a París) y, más adelante, con Francisco Graciadío acompañado por el guitarrista Genaro Veiga. Irusta también hizo presentaciones por Radio Cultura acompañado por Lorenzo Olivari en violín y Carlos Di Sarli en piano y más adelante se incorporó a la compañía teatral de Enrique Muiño e integró el trío "Los tres gauchos", con Alfredo Gobbi (padre) y Roberto Fugazot.
El maestro Francisco Canaro lo contrató para que con su orquesta cantara los tangos premiados en los concursos de Max Glucksmann y, posteriormente, lo envió a París donde estaba la orquesta de su hermano Juan Canaro.

## Actuaciones en Europa
En 1927 se separó de Canaro y con Fugazot y el pianista Lucio Demare formó el trío Irusta-Fugazot-Demare. Este conjunto luego de debutar en París pasó a actuar en el teatro Maravillas de Madrid donde la presentación prevista para un período de quince días debió prolongarse a tres meses por el gran éxito que obtuvo. Al trío se le unieron otros músicos, entre ellos el joven bandoneonista Lucas Demare, formando la Orquesta Típica Argentina, que actuó en diversos países de América y luego volvió a Buenos Aires.. 
Contaba muchos años después Lucio Demare en un reportaje:

“En Buenos Aires debutamos con gran éxito en el Teatro Broadway, pero con la mala suerte que Roberto Fugazot, se accidentó en un ascensor que se vino abajo desde un tercer piso. Estaba con Juan Carlos Cobián y Enrique Cadícamo, pero sólo él se lastimó, se fracturó una pierna. Cuatro meses de yeso y se nos cortó el éxito”.

## Su debut en el cine
Irusta, Fugazot y Demare retornaron a España y en 1933 fueron los actores de la película española Boliche, escrita y dirigida por Francisco Elías, que en los Estados Unidos fue estrenada el 27 de mayo de 1935 y Aves sin rumbo, escrita y dirigida por Antonio Graciano, estrenada en España el 28 de mayo de 1934. Demare realizó además la musicalización de ambas películas. 
Narra Lucio Demare al respecto:

Nos pusimos a trabajar rompiéndonos el alma. La filmación duró como 8 meses, dirigía Paco Elías, un español. Antonio Graciani era el libretista. Yo hacía el papel de un músico ciego, y mis compañeros hacían de cantantes. Las ocho o nueve canciones fueron todas "pegadas" mías. La película anduvo bien, pero no vimos un centavo, porque el señor distribuidor se quedó con todo. Se daba en un cine que estaba enfrente del que daba Luces de Buenos Aires, con Gardel, por lo que se enganchaba a la gente que salía de ver a Carlos. ¡Qué manera de ir mujeres! Se morían por verlo, pero él, personalmente era la discreción.
Después hicimos Ave sin rumbo y más o menos pasó lo mismo. Nosotros, que éramos casi ídolos, allá no sabíamos ganar dinero. Nuestra juventud necesitaba de una persona mayor que manejara el negocio. Llegábamos a un teatro y el dueño decía: "Cincuenta por ciento, la mitad de los viajes o nada." ¡Así siempre!”.

## Salida de España
En 1936 ante la inminencia de la guerra civil el trío vuelve a Buenos Aires y participa con Canaro en las revistas musicales La Patria del Tango y Mal de Amores, en los teatros "Buenos Aires" en 1936 y "Politeama" en 1937 y con Troilo y Castillo en El Patio de la Morocha y en 1937 el trío se separa. 
En Argentina Irusta continúa filmando e interviene en Ya tiene comisario el pueblo (1936), Cantando llegó el amor (1938), El matrero (1939) y Puerta cerrada (1939), donde interpreta el galán de Libertad Lamarque. Actuó también por Radio El Mundo acompañado por la guitarra de Roberto Grela.
Hizo giras por países americanos y por Europa, actuando en Francia, Italia y España donde permanece cinco años.
También filmó en el extranjero, actuando en México en La otra (1946), con Dolores del Río, La hija del payaso (1946), Mujer (1947) y A la sombra del puente (1948) así como en España en el filme La guitarra de Gardel (1949). 
En el año 1948, por iniciativa de un empresario cubano, vuelve a formarse el trío para actuar en la radio cubana y dejó más de cuarenta grabaciones no comerciales.
Durante los últimos 30 años de su vida estuvo radicado en Venezuela, desde donde salía en giras por Colombia, Ecuador, Puerto Rico, México, Panamá y los Estados Unidos actuando en radios, en teatros y, finalmente, en televisión. Falleció en Caracas (Venezuela) el 25 de abril de 1987.

## Irusta compositor y letrista
Muy buen compositor, se inició por 1926 con las tonadas «Chilenito», interpretada por Libertad Lamarque, y «Qué importa», que grabara el dúo Ruiz-Acuña.
Entre sus tangos más conocidos se encuentran «Dos vidas», «A cara o cruz», «Mi fortuna» y «Mañanitas de Montmartre». Su amigo Carlos Gardel grabó algunas de las que obtuvieron mayor fama: el vals «El trovero», que compuso con el violinista Rafael Tuegols; «Tenemos que abrirnos», hecho con otro cantor, Alberto Acuña; «¡Dandy!» con sus compañeros del trío y «Reproche» con la colaboración de Fugazot.

## Crítica
Dicen Ricardo García Blaya y Néstor Pinsón:

Tenía la estampa de un galán pero, fundamentalmente, era un cantante exquisito con registro de tenor y un timbre dulce y elegante…Tuvo una trayectoria muy dilatada pero su momento de gloria, el más importante a mi juicio, fue cuando integró el Trío Argentino, junto al cantor Roberto Fugazot y el inspirado pianista Lucio Demare.

Por su parte Luis Adolfo Sierra dijo de él:

Fino, simpático, culto, caballeresco, inteligente, ingenioso humorista porteño para la sonrisa intencionada y no para la carcajada ruidosa, delicado cantante intimista de inconfundible fraseo, voz pequeña de impecable musicalidad, afinación perfecta, de apagada y colorida sonoridad. Artista cabal e intérprete exquisito, entendía que el tango debe decirse y no gritarse.

## Su obra
- A cara o cruz (Tango)
- Dandy (Tango)
- Dónde (Tango)
- El boyero (Estilo)
- Mañanitas de Montmartre (Tango)
- Pa' mí es igual (Tango)
- Tenemos que abrirnos (Tango)
- Sorbos amargos
- Lupe
- Mi musa campera
- Escucháme
- Cansancio
- Guitarra
- Rosario de Santa Fe
- Por el camino adelante
- Soy muchacho de la Guardia
- Dos vidas
- Mi pálida vecina
- Yaraví
- Rodando
- Esta pena es mía
- Distancia

## Filmografía
Actor
- La gata borracha (1983)
- Canciones de nuestra vida (1975)
- Simplemente María (1972)
- Papalepe (1957) .... Papalepe
- El baldío (1952)
- Buenos Aires a la vista (1950)
- Detrás de la noche (1950)
- La guitarra de Gardel (1949) .... Raúl Armada
- A la sombra del puente (1948)
- Yo vendo unos ojos negros (1948)
- La dama del collar (1948)
- Mujer (1947)
- La otra (1946) .... Roberto González
- La hija del payaso (1946)
- Tres hombres del río (1943)
- Yo conocí a esa mujer (1942)
- Fortín Alto (1941)
- El Matrero (1939)
- Puerta cerrada (1939)
- Cantando llegó el amor (1938)
- Nobleza gaucha (1937)
- Ya tiene comisario el pueblo (1936)
- Aves sin rumbo (1934)
- Boliche (1933)

Compositor
- Yo conocí a esa mujer (1942)
- Boliche (1933)

Banda sonora
- La guitarra de Gardel (1949) (ejecutante: A mi me gusta cantar, Alondra, Tormento, Hoy vuelvo a ti Buenos Aires, La cumparsita)